# دیوید شروود
دیوید شروود (انگلیسی: David Sherwood؛ زاده ۶ مهٔ ۱۹۸۰) مربی تنیس و تنیس‌باز بازنشته اهل بریتانیا است.

## زندگی شخصی
شروود پسر شیلا شروود است که در المپیک تابستانی ۱۹۶۸ در مکزیکوسیتی در رشته پرش طول مدال نقره کسب کرد و پدر او جان شروود که در دوی ۴۰۰ متر با مانع و در همان المپیک مدال برنز کسب کرد.